# 总督府屠宰场
总督府屠宰场（德語：Gouvernements-Schlachthof），俗称“打牛房”，位于今中华人民共和国山东省青岛市市南区观城路65号，建于1904年-1906年，现部分建筑尚存。

## 历史

### 德占初期的肉类加工
出于卫生防疫的考虑，德国胶澳总督府早在1899年就颁布了肉类检疫制度，并于1901年将其修改完善。同时，一座符合德国本土标准的屠宰场自1899年就已列入总督府的建设计划。在屠宰场建设完成前，一切相关工作都是在小泥洼附近的一座临时屠宰场完成的。这座被德国人称为（意为“屠宰房”）的临时屠宰场（具体位置在今团岛一路团岛二路路口附近）是一座临时搭建的棚舍，同时设有一座用于检验的小屋和一间兽医办公室，可以屠宰大小牲畜。
根据1901至1902年度的《胶澳租借地发展备忘录》的记载，在小泥洼临时屠宰房工作的专业人员除了一位欧洲籍指导兽医外，还有一名屠宰场主任和一位寄生虫检验员。临时屠宰房在该年度进行了9348次屠宰，其中大牲畜2313次，小牲畜3145次，猪3890次，并查验出了完全不能食用的大牲畜25头，小牲畜37头，猪23头。该年度的备忘录特别提出，由于临时屠宰房工作过于繁忙，临时屠宰房的扩建工程已迫在眉睫，以满足在新的屠宰场投入使用前的需求。又提到，新的屠宰场将于1902-1903年的冬天开始建设，地址选在高地营（今青岛市中西医结合医院址）附近。

### 屠宰场的建设与扩建

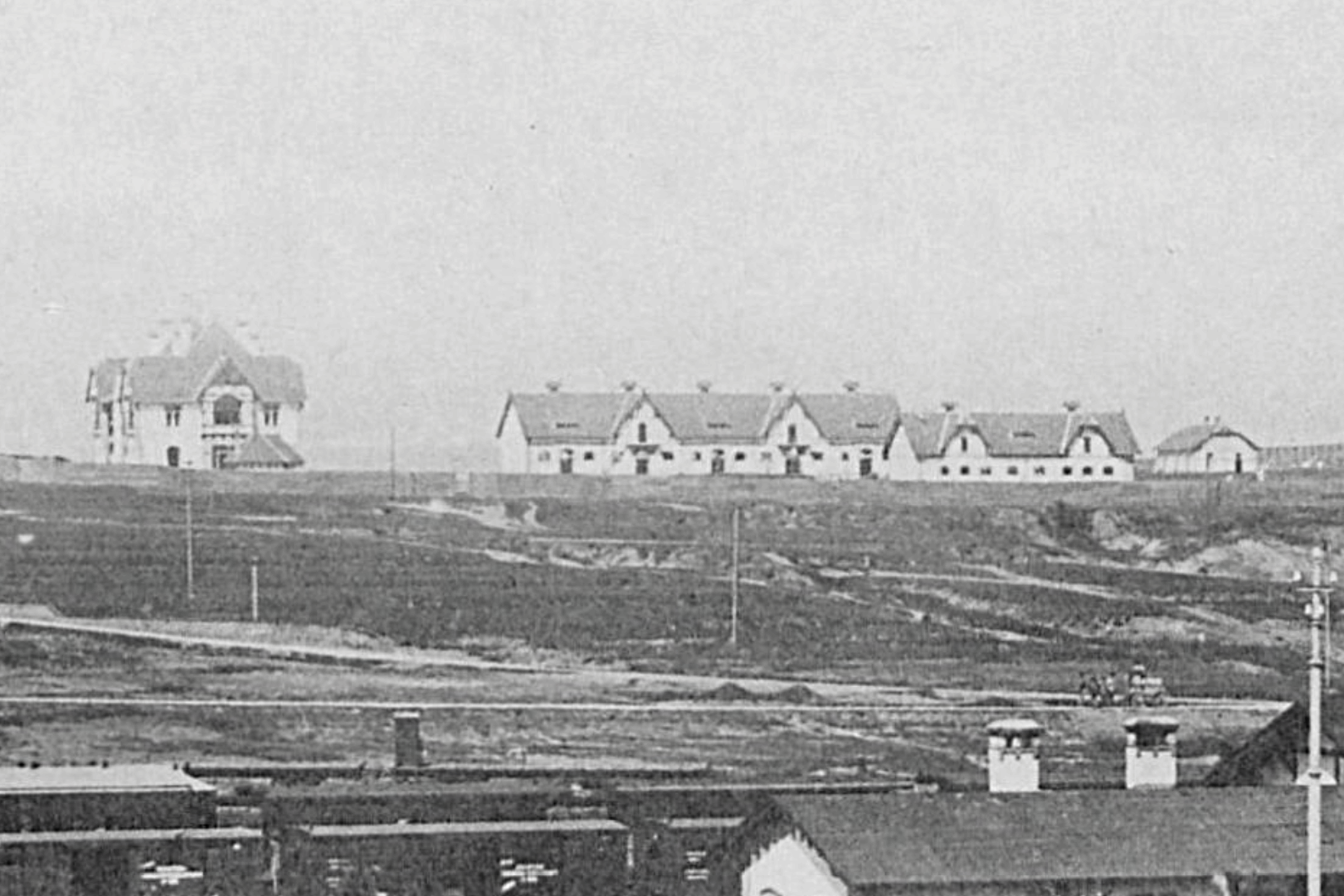
屠宰场厂房的早期照片，可以清楚地看到办公楼已基本建成，而主厂房尚未建成

1904年3月，总督府投资70万金马克建设的屠宰场正式开工，建筑设计师为政府建筑师施托塞尔（Stössel）。屠宰场的地址选在了高地营与小港之间，其西北方的近处便是后海。这个位置在当时的主城区的西侧，离主城区有一定距离。1902-1903年度的《胶澳租借地发展备忘录》记载，之所以这样选址，是为了便于与不远处的胶济铁路铁轨相连接、便于日后扩建、便于排污，并避免污染主城区。屠宰场开始建设后不久，一条连接屠宰场正门与主干道台西镇街（Taihsitschenstraße，今云南路部分路段与其重合）的道路建成，被命名为屠宰场街（Schachthofstraße），即今天的观城路。

完全建成后不久的屠宰场全景

至1904年10月，包括门房在内的部分建筑已经投入使用，屠宰场办公楼及牲畜棚圈即将建成，主厂房、冷藏库及马厩与车库已经开始建设。整个建筑群在1906年6月5日终于完全投入使用。该年度的备忘录写道，“其设备是根据德国近年在这一方面特别获得的经验制造的，适合卫生方面的一切要求”。同时，由于“新屠宰场的设施各方面都是适用的”，所以“受到了使用者的万分赞赏” 。新的屠宰场由总督府兽医埃格布雷希特（Eggebrecht）管理，相当于担任厂长。
由于屠宰数量及各种需求的增加，建成之后的屠宰场不得不多次扩建或增加设备。1908年，总督府投入15万金马克扩建，并安装了两部蒸汽机和冷冻机。厂长埃格布雷希特曾赴上海、香港等地的屠宰场进行考察，同时参考了德国国内标准和中国实际情况。1909年，为应付牲畜屠宰量的大幅度上升，屠宰场又增设了许多架框和一部运输设备。与此同时，屠宰场的实验室的工作也受到了重视。实验室一直在进行食肉检验和细菌化验，同时进行牲畜家禽疾病的研究。

### 屠宰场的运营

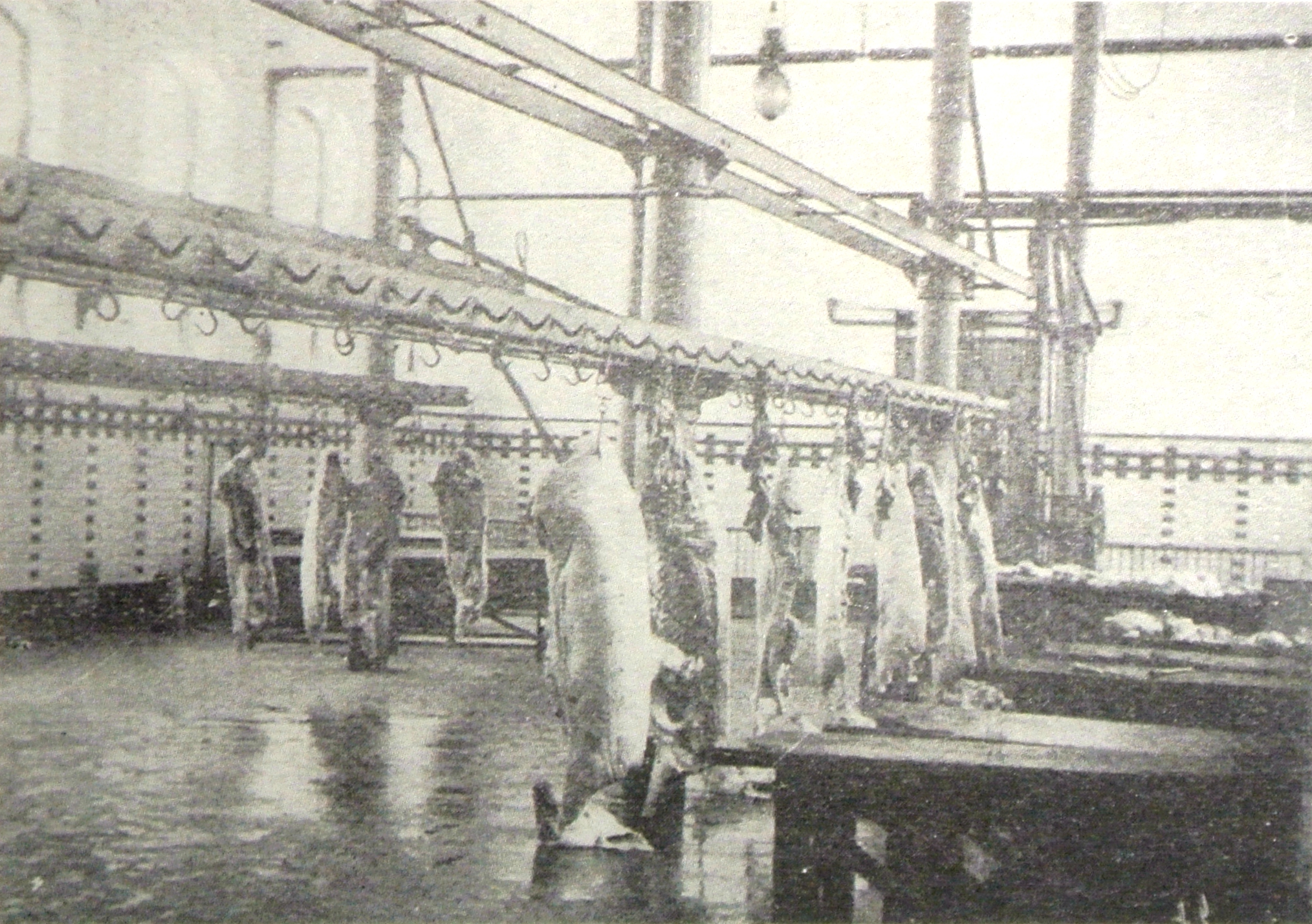
屠宰场厂房内景

1906年6月建成的屠宰场是一座规模庞大的建筑群。屠宰场大门外是拴系待检验牲畜的空地，进入大门左侧是办公楼，楼内是屠宰场各部门办公室，厂内所有手续在此办理。厂内的化验室设有当时最新的检验设备。办公楼后方是马厩和畜力车停放处。正对大门的是三座大型屠宰车间，车间内分别设有大小牲畜的屠宰场地，四壁均铺设白色瓷砖。车间内铺设轨道，以运送宰杀好的牲畜。工作人员将刚宰杀过的牲畜用起重机吊起，挂到钩子上，然后进行剥皮、分割等工序。屠宰车间两侧设有简易而宽大的牲口栏。车间后方为设有冷藏室、水塔和机器房的主楼。冷藏室可向屠户出租，由机械设备分解压缩硫酸制冷，每天还可以生产500千克冰。

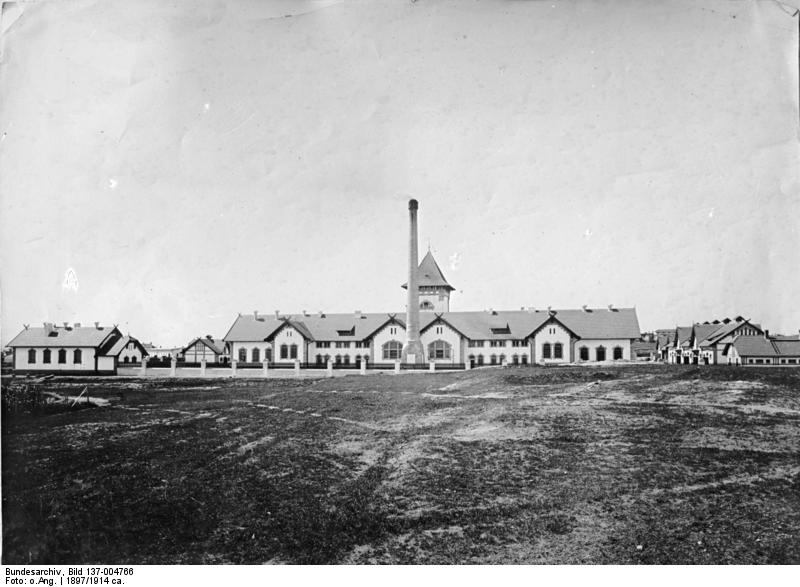
主厂房后视图

屠宰场允许对外开放，市民经屠宰场办公室允许，交纳0.5元或1马克的费用后，可进入厂内参观。厂方会有向导（有时会是厂长本人）向游客介绍厂内设备的功能和运转情况。不过，厂内出于卫生考虑禁止吸烟。1907年8月9日，上海出版的《德文新报》曾对屠宰场进行了报道。
1906年7月24日，总督府废止了1899年制定、1901年修改的肉类检疫制度，并颁布了新的关于强制屠宰和肉食检验的法令，其中规定：严禁在市区，包括台西镇、台东镇内对牛、小牛、猪、绵羊、山羊、马、骡、驴进行宰杀、剥皮、分解内脏及洗涮骨肉，此等事项仅可在公共屠宰场办理。德、华屠户须先将其所要屠宰的牲畜牵入屠宰场供兽医检查，符合健康标准者方可由各屠户本人在严格的监视下屠宰。在青岛市外宰杀的牲畜鲜肉运往市内时，必须在厂内接受检验，方可出售。在肉类或内脏内注射液体也是禁止的。此外，新的规定还涉及了处罚与监管的内容。
屠宰场满足本地肉类需求的同时，自1911年起还向俄罗斯出口活牛和牛肉。1911年出口2116头，至1913年增至20627头。俄罗斯政府还为此于1914年3月派遣兽医至青岛进行出口肉制品的检验。

### 1914年后的屠宰场

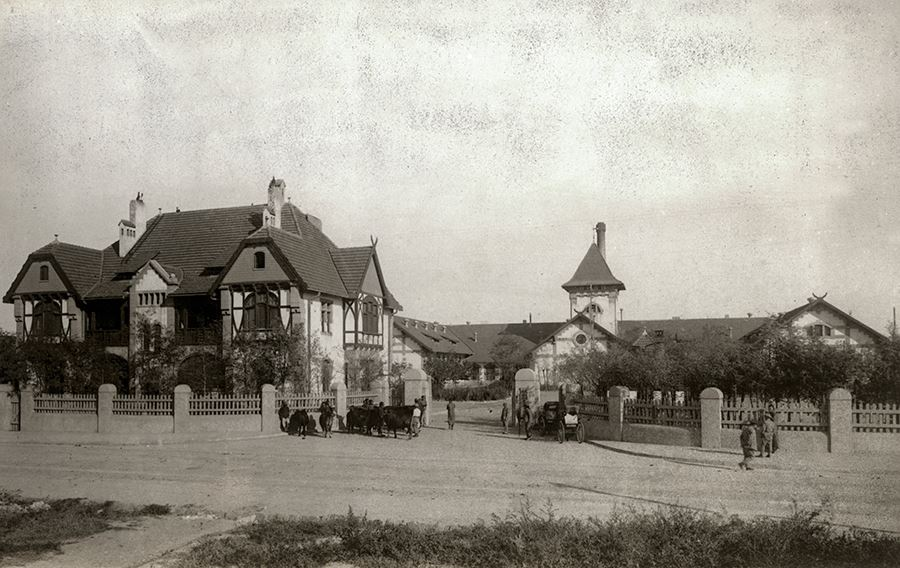
第一次日占时期的屠兽场

1914年11月日军占领青岛后，日本陆军青岛守备军没收了屠宰场。第一次日占时期，该厂被称为青岛屠牛场或青岛屠兽场。1917年，日本当局扩大了屠宰场的规模，并增加了生产设备。1922年12月青岛回归后，屠宰场由北洋政府接收，并改名为胶澳商埠屠兽场。次年，屠宰场根据《解决山东悬案条约》及中日双方有关规定，成了中日合资青岛宰畜股份有限公司。1938年1月日军再次占领青岛后，宰畜公司被日资垄断。1945年8月日本投降后，南京国民政府接收屠宰场，并更名为青岛畜产股份有限公司。
1949年后，改名青岛屠宰场。1951年8月改为地方国营，划归青岛市实业公司领导。1953年4月改属中国食品出口公司青岛分公司。1957年7月改名为青岛肉类加工厂，隶属青岛市商业局。1971年，改名为青岛肉类联合加工厂（简称“肉联厂”）。1960年代末至1970年代初，肉联厂在胜利桥西侧的四流中支路4号建设了新厂，1973年迁沧口新厂址，观城路原厂改为制药车间。1990年，原主厂房被拆除，以建设新厂房和几栋住宅楼。1992年，青岛肉类联合加工厂与青岛市食品公司合并组建了青岛市肉类食品集团公司，1998年，青岛市肉类食品集团公司改组成立了青岛青联股份有限公司。观城路的新厂房后来改为友实大酒店。原屠宰场办公楼保存至今。

## 建筑特色
建成之初的屠宰场坐落于一个基本坐北朝南、大致为正方形的地块上，由总共八栋建筑组成，包括主厂房、办公楼、门房、四座其他附属建筑和紧靠主厂房后方而与之独立的烟囱。厂房院落大门朝南，屠宰场办公楼紧靠大门左侧，其后方是马厩和畜力车停放处。大门后方隔一片空地为屠宰场主楼，主楼内为三座屠宰车间、冷藏室、机器房和水塔。
在厂房的设计上，政府建筑师施托塞尔最大限度地把古典风格的办公楼与后面的现代化的厂房集合成一个整体，并使之不与总督府兽医埃格布雷希特的专业要求产生冲突。主楼平面呈“山”字形，外墙为砖木结构，车间采用工字钢柱形式，花岗岩砌基座，红瓦坡顶，墙面有花岗岩砌门窗套，山墙上以花岗岩组成仿桁架形式，位于中央的水塔被设计为四坡尖顶塔楼，具有实际用途的同时也极具装饰效果。

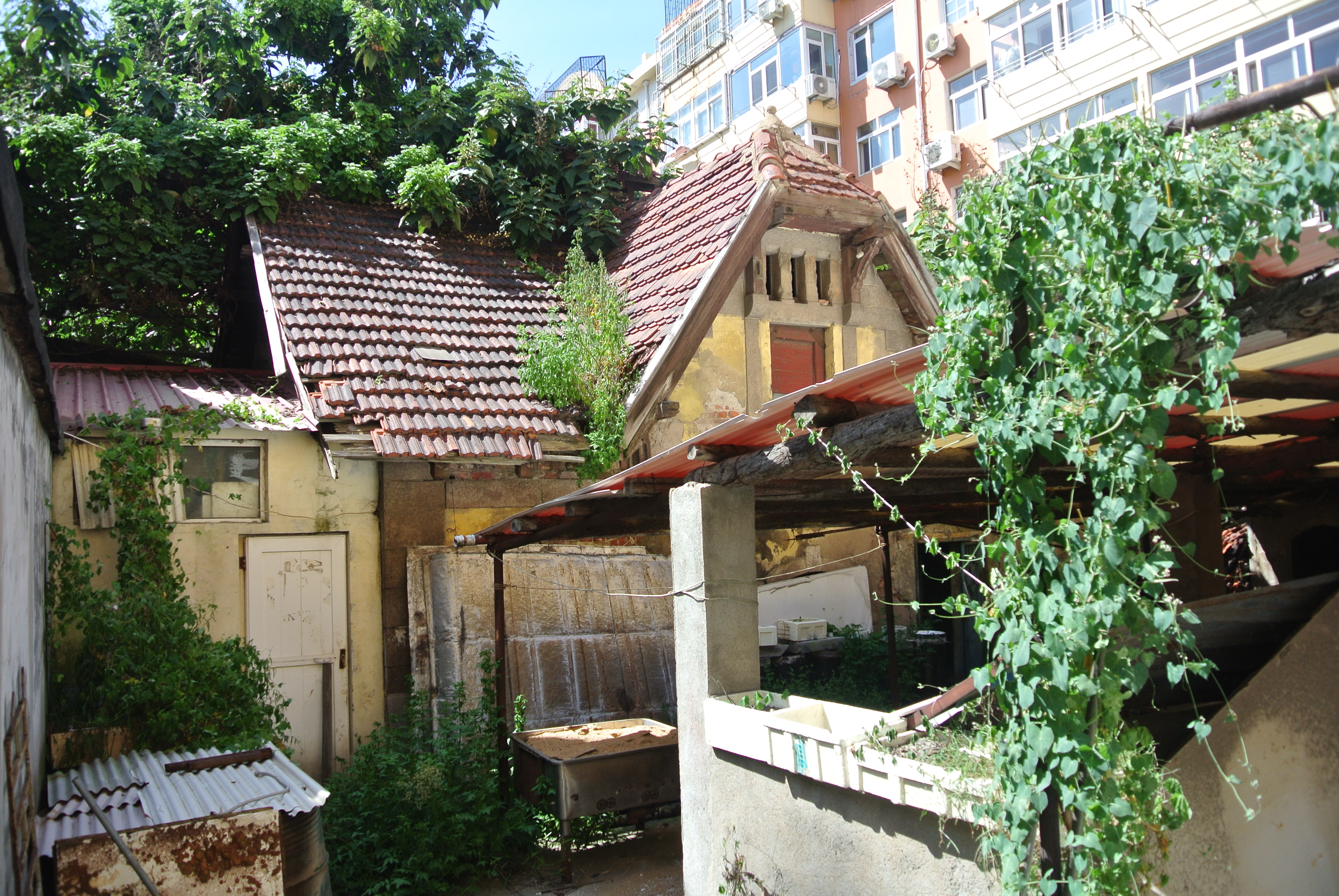
屠宰场旧址残留的附属建筑

办公楼上下两层，附设半地下室和红瓦坡屋顶阁楼，主入口位于东侧，南侧设次入口。外立面对称布局，南、北立面二层檐口处起四面山墙，山墙外凸，以半木构装饰，上半部分作鱼鳞状装饰，同时在墙基、墙角、及门窗框装饰有花岗岩，临街正立面有石砌拱形敞廊及木制敞廊，主入口位于东侧。其他建筑风格基本一致。所有建筑的山墙博风板的顶部曾有牛角装饰，现已不存。
整个建筑群留存至今的只有办公楼及原主厂房东侧的一座小型附属建筑，这座附属建筑实际上仅为原建筑的一部分，另一半已被拆除。该建筑被考证为下刀房。总督府屠宰场旧址于2000年被选为青岛市第一批历史优秀建筑。2009年7月27日列入第一批市南区文物保护单位名单。2018年2月列入第十批青岛市文物保护单位。